# Municipio de Guadalcázar
El municipio de Guadalcázar es uno de los 59 municipios que constituyen el estado mexicano de San Luis Potosí; su nombre es en honor de su fundador, Diego Fernández de Córdoba, Marqués de Guadalcázar. Se encuentra localizado al norte del estado y aproximadamente a 81 kilómetros de la ciudad de San Luis Potosí. Cuenta con una extensión territorial de 3,783.95 km². Según el II Conteo de Población y Vivienda de 2005, el municipio tiene 24,893 habitantes, de los cuales 12,454 son hombres y 12,439 son mujeres.

## Descripción geográfica

### Ubicación
Guadalcázar se localiza al norte del estado entre las coordenadas geográficas 22º 37’ de latitud norte, y 100º 24’ de longitud oeste; a una altitud promedio de 1640 metros sobre el nivel del mar.
El municipio colinda al norte con los municipios de Mier y Noriega y Doctor Arroyo, en el estado de Nuevo León; al este con el municipio de Ciudad del Maíz y el estado de Tamaulipas; al sur con el municipio de Cerritos; y al oeste con los municipios de Villa Hidalgo y Villa de Guadalupe.

### Orografía e hidrografía
El territorio del municipio es montañoso, al sur se encuentra la sierra de Álvarez y la sierra de Guadalcázar, sus principales elevaciones son los cerros Grande, Lucas, Comadres y Arcos y la Sierra El Tizú. Sus suelos se formaron en la era Mesozoica, su uso principalmente es ganadero, forestal y agrícola. El municipio pertenece a la región hidrológica El Salado. Sus recursos hidrológicos son escasos, solo cuenta con un manto acuífero subterráneo.

### Clima
El clima del municipio es semicálido al noroeste y al este del municipio; y semiseco al suroeste; no posee cambio térmico invernal bien definido. La temperatura media anual es de 18.1°C, con máxima de 27 °C y mínima de 7 °C. El régimen de lluvias se registra entre los meses de mayo y agosto, contando con una precipitación media anual de 355 milímetros.

### Medios de comunicación
Circulan en la cabecera municipal periódicos del estado potosino y un medio impreso con sección exclusiva de Guadalcázar denominado "Plurinominal".

## Cultura

### Sitios de interés
| - Templo de La Purísima Concepción. - Templo de San Pedro. - Casa de la Moneda. - Gruta de San Cayetano. | - Gruta de Las candelas. - Gruta de Guadalupe. - Cerro de las Piedras. - Los Arcos. |

### Fiestas
Fiestas civiles
- Aniversario de la Independencia de México: 16 de septiembre.
- Aniversario de la Revolución mexicana: El 20 de noviembre.

Fiestas religiosas
- Feria Regional del 16 al 26 de diciembre
- Fiesta Patronal: 29 de junio, día de San Pedro
- Semana Santa: Jueves y Viernes Santo.
- Día de la Santa Cruz: 3 de mayo.
- Fiesta en honor de la Virgen de Guadalupe: 12 de diciembre.
- Día de Muertos: 2 de noviembre.
- Fiesta a la Purísima Concepción: 8 de diciembre.
- Fiesta a la Virgen De San Angustias : 15 de agosto

Fiestas Deportivas 
Juego de Béisbol entre Abrego, Guadalcazar y Ciudad Mier, Tamaulipas 
Que se lleva a cabo el día 25 de julio de cada año en la celebración del señor Santiago apóstol, juego celebrado con el apoyo de la gente de la comunidad y de las autoridades municipales, así como del Ing. Arnulfo Tovar Briones
Copa Guadalcázar de Fútbol 
Llevada a cabo en Semana Santa con la participación de los Equipos de los municipios vecinos

## Gobierno
Su forma de gobierno es democrática y depende del gobierno estatal y federal; se realizan elecciones cada 3 años, en donde se elige al presidente municipal y su gabinete.

## Demografía
La población total del municipio de Guadalcázar es de 25 119 habitantes, lo que representa un decrecimiento promedio de -0.35 % anual en el período 2010-2020 sobre la base de los 25 985 habitantes registrados en el censo anterior. Al año 2020 la densidad del municipio era de 6,706 hab/km².
| Gráfica de evolución demográfica de Municipio de Guadalcázar entre 2000 y 2020 |
|                                                                                |
| Fuente: Instituto Nacional de Estadística Geografía e Informática              |

### Localidades
Según el censo de 2010, la población del municipio se distribuía entre 111 localidades, de las cuales 91 eran pequeños núcleos de menos de 500 habitantes.
Las localidades con mayor número de habitantes y su evolución poblacional son:
| Localidad                              | Población 2010 | Población 2020 |
| Total Municipio                        | 25 985         | 25 119         |
| Ábrego                                 | 501            | 537            |
| Buenavista                             | 866            | 815            |
| Charco Blanco                          | 689            | 731            |
| Charco Cercado                         | 1067           | 1284           |
| Colonia Agrícola San José              | 411            | 323            |
| Crucero de Charco Cercado (El Parador) | 394            | 463            |
| El Huizache                            | 528            | 615            |
| El Jaujal                              | 279            | 258            |
| El Jicote                              | 301            | 303            |
| El Milagro de Guadalupe                | 1271           | 1421           |
| El Puerto de la Clavellina             | 335            | 431            |
| El Quelital                            | 868            | 709            |
| Entronque de Matehuala (El Huizache)   | 1467           | 1613           |
| Guadalcázar (Cabecera municipal)       | 1209           | 1211           |
| La Campana                             | 152            | 257            |
| La Hincada                             | 847            | 820            |
| La Pólvora                             | 699            | 695            |
| Las Negritas                           | 1048           | 1062           |
| La Ventana                             | 758            | 595            |
| Los Amoles                             | 392            | 350            |
| Norias del Refugio                     | 1061           | 1104           |
| Núñez                                  | 817            | 825            |
| Peyote                                 | 520            | 546            |
| Pozas de Santa Ana                     | 938            | 886            |
| Presa de Guadalupe                     | 440            | 355            |
| Rancho Nuevo                           | 300            | 250            |
| San Carlos                             | 320            | 267            |
| San Ignacio                            | 802            | 652            |
| San Juan sin Agua                      | 635            | 671            |
| Santo Domingo                          | 821            | 796            |